# Catoptropteryx aurita
Catoptropteryx aurita is een rechtvleugelig insect uit de familie sabelsprinkhanen (Tettigoniidae). De wetenschappelijke naam van deze soort is voor het eerst geldig gepubliceerd in 1970 door Huxley.
1. ↑  (en) Catoptropteryx aurita op de IUCN Red List of Threatened Species.